# استفان پاسلاک
استفان پاسلاک (انگلیسی: Stephan Paßlack؛ زادهٔ ۲۴ اوت ۱۹۷۰) بازیکن فوتبال اهل آلمان است.
از باشگاه‌هایی که در آن بازی کرده‌است می‌توان به باشگاه فوتبال کلن، باشگاه فوتبال مونیخ ۱۸۶۰، باشگاه فوتبال اوردینگن ۰۵، باشگاه فوتبال آینتراخت فرانکفورت، باشگاه فوتبال نورنبرگ، و باشگاه فوتبال بروسیا مونشن‌گلادباخ اشاره کرد.
وی همچنین در تیم‌های ملی فوتبال زیر ۲۱ سال آلمان، Germany national football B team، و آلمان بازی کرده‌است.